# Defne Çırpanlı
Defne Çırpanlı (* 8. Oktober 2004) ist eine türkische Tennisspielerin.

## Karriere
Çırpanlı spielt überwiegend Turniere auf der ITF Women’s World Tennis Tour, wo sie bislang zwei Titel im Doppel gewonnen hat.

## Turniersiege

### Doppel
| Nr. | Datum              | Turnier             | Kategorie | Belag     | Partnerin             | Finalgegnerinnen                     | Ergebnis         |
| --- | ------------------ | ------------------- | --------- | --------- | --------------------- | ------------------------------------ | ---------------- |
| 1.  | 28. September 2024 | Scharm asch-Schaich | ITF W15   | Hartplatz | Yasmin Ezzat          | Darja Šuvirđonkova Darja Selinskaja  | 2:6, 6:3, [10:7] |
| 2.  | 12. April 2025     | Antalya             | ITF W15   | Sand      | Vanessa Popa Teiușanu | Tessa Brockmann Phillippa Preugschat | 7:5, 6:2         |